# Rhacophorus moltrechti
Rhacophorus moltrechti es una especie de ranas que habita en la isla de Taiwán.